# Dmitri Kolesnik
Dmitri Kolesnik (russisch Дмитрий Колесник; * um 1965 in Leningrad) ist ein russisch-amerikanischer Jazzmusiker (Kontrabass, Komposition) des Modern Jazz.

## Leben und Wirken
Kolesnik, der aus St. Petersburg stammt, kam durch seinen Vater, einem Jazzpianisten, zur Jazzmusik. Zunächst begann  er eine Ausbildung zum Ingenieur, die er abbrach, um professioneller Musiker zu werden. Er studierte am Mussorgsky Musikkolleg und arbeitete in der russischen Jazzszene mit Musikern wie David Goloschokin und Igor Butman. Erste Aufnahmen entstanden mit dem Leningrad Jazz Ensemble (15 Years Later), die 1984 vom Melodija-Label veröffentlicht wurden. 1991 verließ Kolesnik die UdSSR, um nach New York zu ziehen; nachdem er ein Stipendium für das City College of New York erhalten hatte, und studierte bei Ron Carter.
In den folgenden Jahren arbeitete Kolesnik in der amerikanischen Jazzszene u. a. mit Benny Golson, Stanley Jordan, Mark Murphy, Eric Alexander, Woody Allen, Richie Cole, Nicole Henry, Harry Whitaker, Bill Ware, Johnny Colon, Bill Warfield, David Budway, Avi Rothbard, Rick Germanson, Keith Ingham, Andrei Kondakov, Vitali Imereli, Boris Kurganov und Arkady Figlin. Mit eigenen Formationen trat Kolesnik in Spielstätten wie Dizzy’s Club Coca-Cola, Smoke und Smalls auf, wobei er eigene Kompositionen (wie „Little Mouse“ oder „Giving Rise to Doubt“) vorstellte. Regelmäßig spielt er im Anthony Wonsey Trio (mit Jon Beshay), im JC Stylles/Steve Nelson Quintet sowie im Chris Gillespie Trio im Carlyle Hotel.
Im Bereich des Jazz war er zwischen 1983 und 2016 an 16 Aufnahmesessions beteiligt, so auch mit Larry Newcomb/Bucky Pizzarelli.

## Diskographische Hinweise
- Meeting Point: Quintessence (Challenge Records, 2009), mit Lenny White, Eric Alexander
- Dmitri Kolesnik: Five Corners (Challenge Records, 2007), mit Lenny White, Eric Alexander, Jim Rotondi
- Dmitri Kolesnik: Blues for Dad (Bohema Music, 2001), mit Lenny White, Eric Alexander, Alex Sipiagin